# Edifício Domus
O Edifício Domus é um prédio com um jardim comum na frente. Este foi o primeiro projeto residencial projetado por Ermano Siffredi e Maria Bardelli, está localizado em Higienópolis na Rua Sabará, 47, esquina com Rua Marques de Itu.

## Contexto histórico
Na década de 50, os prédios da região eram construídos para gerar renda quase sempre bancada pela economia cafeeira como também por comerciantes e industriais.

## Construção
O projeto estrutural do Edifício Domus, consta um apartamento por andar, com duas garagens para cada unidade, com planta no estilo em V.

## Atualidade
Em 2010, o prédio foi totalmente reformado em suas fachadas.